# ایسپره (روستا)
روستای ایسپره، روستایی از توابع بخش سردشت شهرستان دزفول در استان خوزستان ایران است.
ایسپره از تیره جیله ممزایی طایفه محمودصالح چهارلنگ بختیاری می‌باشد.

## جمعیت
این روستا در دهستان سردشت قرار دارد و براساس سرشماری مرکز آمار ایران در سال ۱۳۸۵، جمعیت آن ۴۳۱ نفر (۷۵خانوار) بوده‌است.اکثر ساکنین این روستا از طایفه ایسپره هستند.

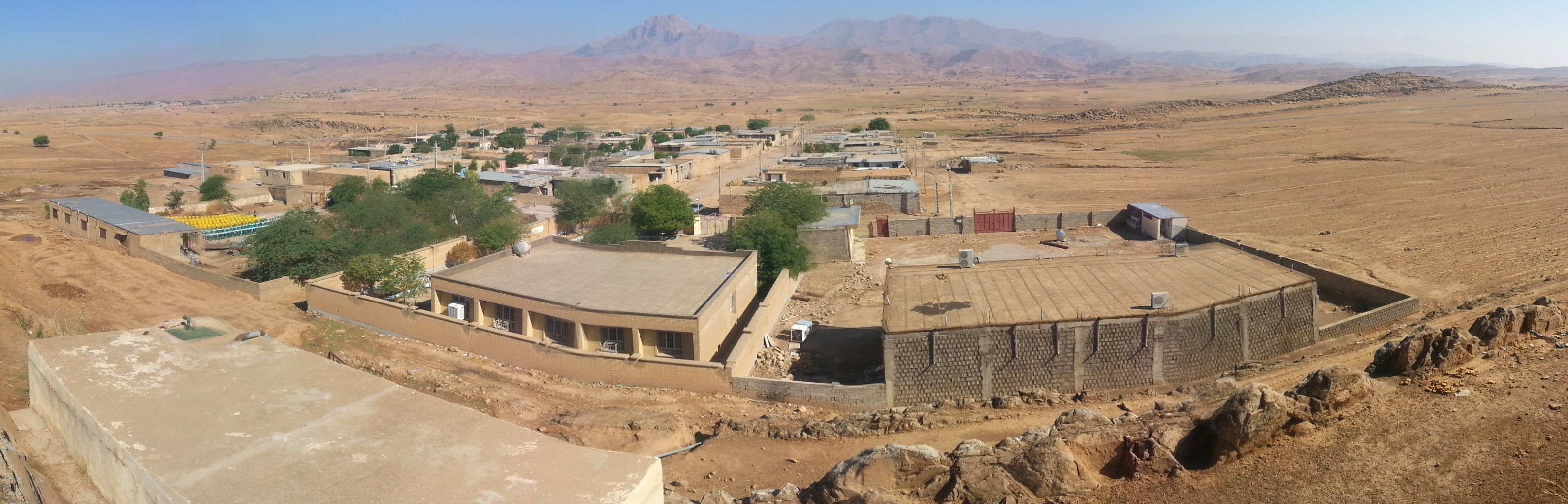
نمای روستای ایسپره

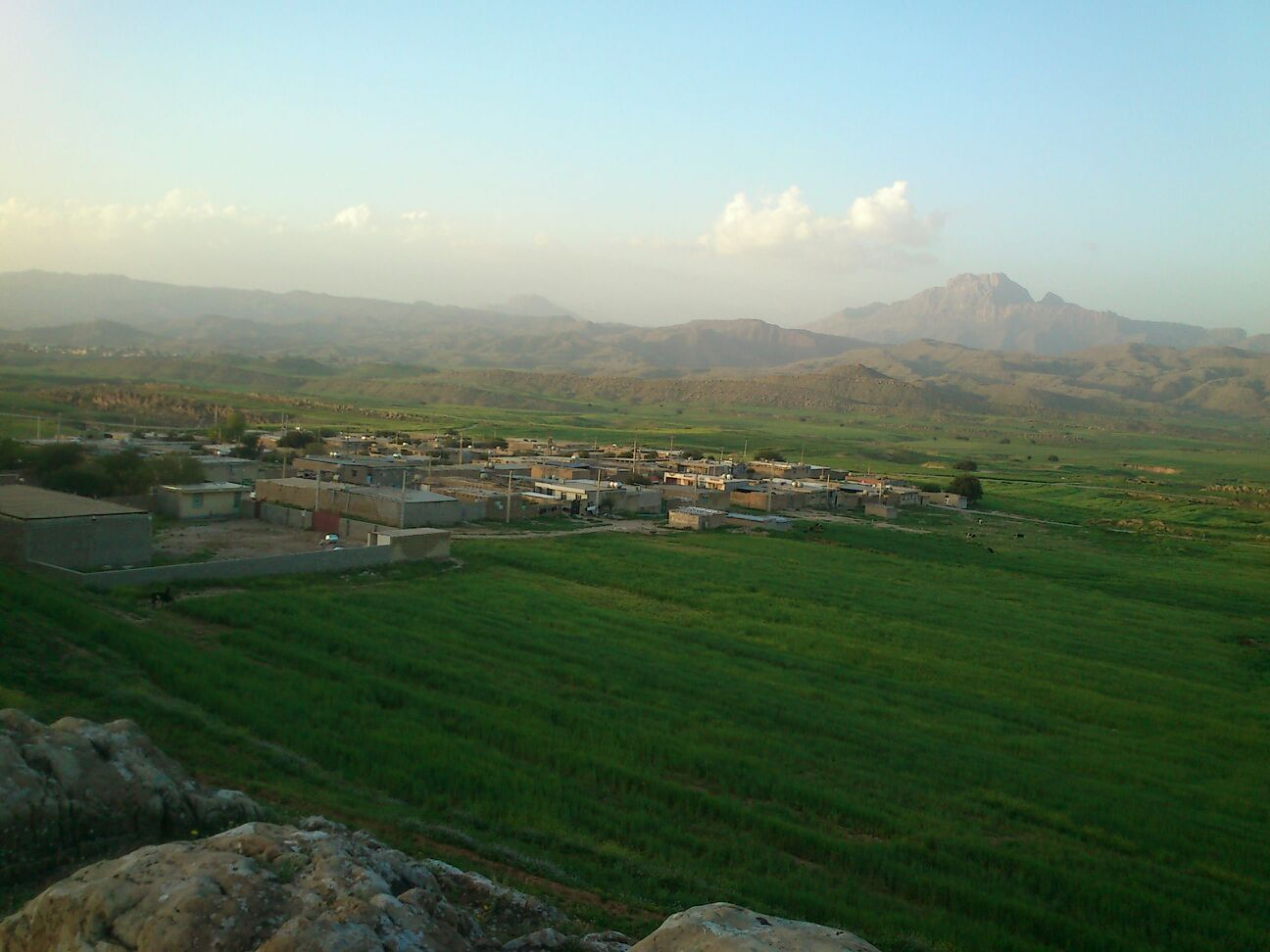
نمای روستای ایسپره